# Glenea lineatoides
Glenea lineatoides là một loài bọ cánh cứng trong họ Cerambycidae.